# Systemtext

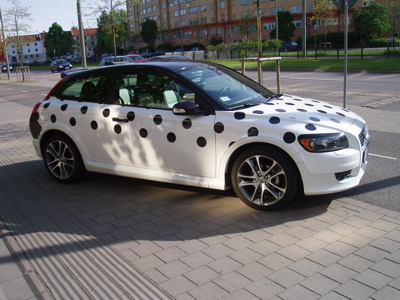
Personbil dekorerad av Systemtext 2008

Systemtext AB är ett företag som producerar och säljer korrekt utformade arbetsmiljöskyltar, för att uppnå visionen om ”en värld där alla är säkra på sin arbetsplats”. Skyltarna, med internationellt patenterade färgefterlysande Supernova+® skyltar i spetsen, och dekalerna säljs via ett nätverk av återförsäljare i Norden. Systemtext erbjuder även inventeringshjälp genom tjänsten Skyltronden®. 
Företaget har kontor i Malmö, Stockholm, Göteborg. VD är Estelle Salinder. Omsättningen 2021 var ca 37,7 miljoner kronor och antalet anställda var 15.

## Historik
- 1944 Företaget grundades i Malmö under namnet Butiksreklam AB
- 1966 Företagsnamnet System-Text AB inregistrerades
- 1973 Butiker öppnades även i Göteborg och Stockholm
- 2001 Färgefterlysande varselsystemet Supernova® lanserades
- 2007 Sortimentet utökades med ljusskyltar och företaget etablerades även i Växjö
- 2019 Systemtext AB köptes upp av Bergman och Beving
- 2022 Färgefterlysande och ISO-anpassade Supernova+® skyltar lanserades